# Wolf-Jürgen Edler

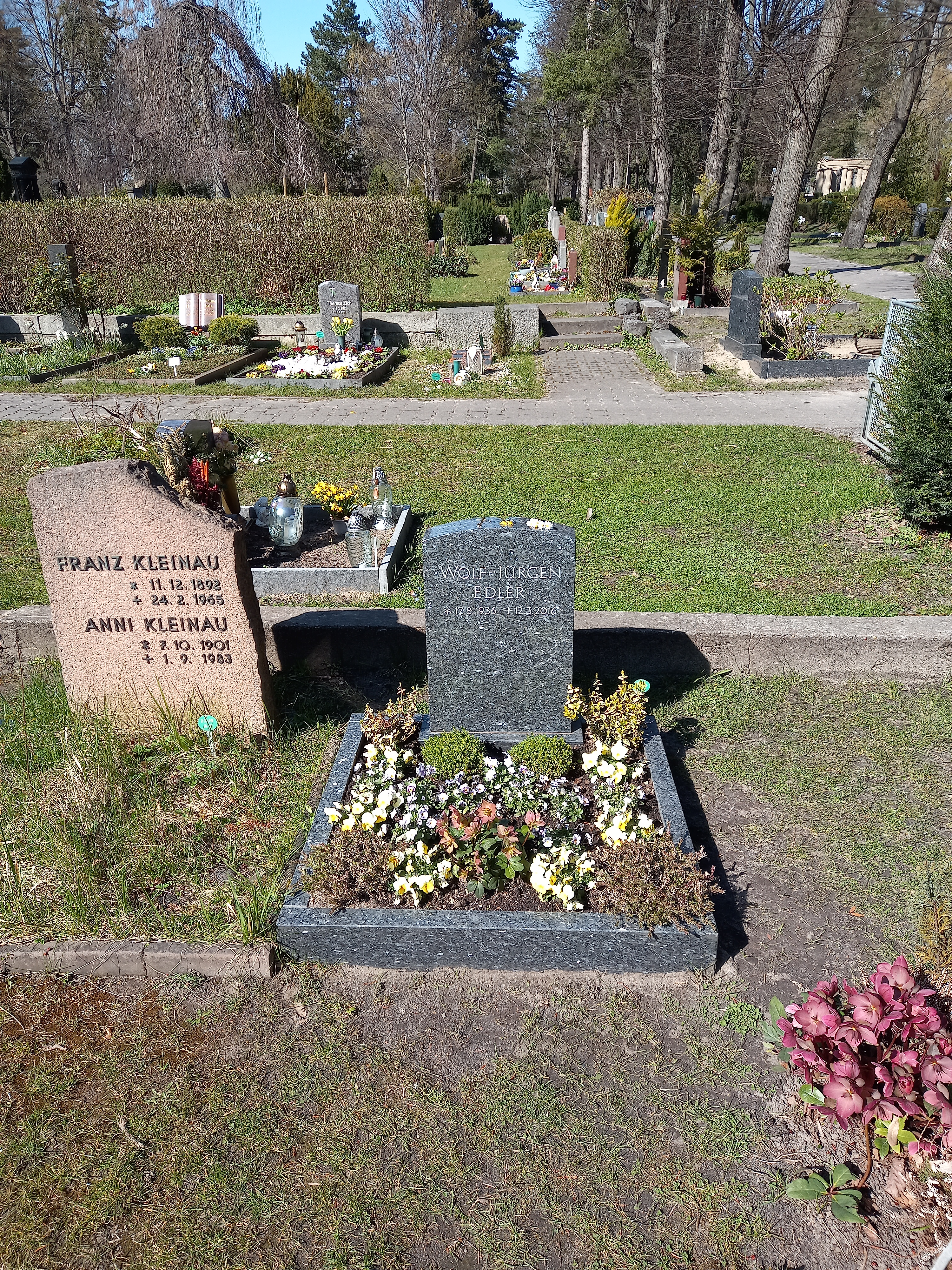
Das Grab von Wolf-Jürgen Edler auf dem Friedhof Wilmersdorf in Berlin

Wolf-Jürgen Edler (* 17. August 1936 in Frankfurt/Oder; † 12. März 2016 in Berlin) war ein deutscher Radrennfahrer.
Wolf-Jürgen Edler wuchs in Potsdam auf, bis er nach Berlin umzog, um dort bei Siemens eine Lehre als Feinmechaniker zu machen. Seine Radsport-Laufbahn begann er beim Verein RV Rennhahn, um dann zur Kreuzberger RVg zu wechseln. 1958 gewann er Rund um Köln, den Großen Conti-Straßenpreis und belegte Platz 32 im Einzelrennen der Straßen-Weltmeisterschaften. 1959 gewann er die neunte Etappe der DDR-Rundfahrt, die er als 14. der Gesamtwertung beendete. 1960 wurde er gemeinsam mit Wolfgang Schulze deutscher Meister im Zweier-Mannschaftsfahren der Amateure, in der Einerverfolgung wurde er deutscher Vize-Meister.
Anschließend wurde Edler Profi und startete auch bei Sechstagerennen. 1964 trat er vom Radsport zurück. Zwei Jahre später ließ er sich re-amateurisieren, brach sich jedoch 1967 bei einem Rennen das Schlüsselbein und beendete seine Aktiven-Laufbahn endgültig.